# Gémages
Gémages ist eine Ortschaft und eine Commune déléguée in der französischen Gemeinde Val-au-Perche mit 111 Einwohnern (Stand: 1. Januar 2022) im Département Orne in der Region Normandie.

## Lage
Der Ort Gémages liegt am südlichen Rand der Normandie am Flüsschen Coudre in einer Höhe von ca. 125 m. Nächstgrößerer Ort ist das knapp 20 km östlich gelegene Nogent-le-Rotrou. Das Klima ist in hohem Maße vom Meer beeinflusst und deshalb nahezu frostfrei; Regen (ca. 660 mm/Jahr) fällt verteilt übers ganze Jahr.

## Bevölkerungsentwicklung
| Jahr      | 1800 | 1851 | 1901 | 1954 | 2014 |
| Einwohner | 524  | 484  | 334  | 180  | 125  |

Der kontinuierliche Bevölkerungsrückgang seit der Mitte des 19. Jahrhunderts ist im Wesentlichen auf die Schließung bäuerlicher Kleinbetriebe sowie auf die Mechanisierung der Landwirtschaft und den damit einhergehenden Verlust von Arbeitsplätzen zurückzuführen.

## Wirtschaft
In früheren Jahrhunderten lebte die Bevölkerung weitgehend als Selbstversorger von der Feld- und Weidewirtschaft; Gemüse und Kleinvieh wurden in den hauseigenen Gärten und Ställen gezüchtet. Fische bezog man aus den nahegelegenen Teichen und Bächen der Moulin de Gémages.

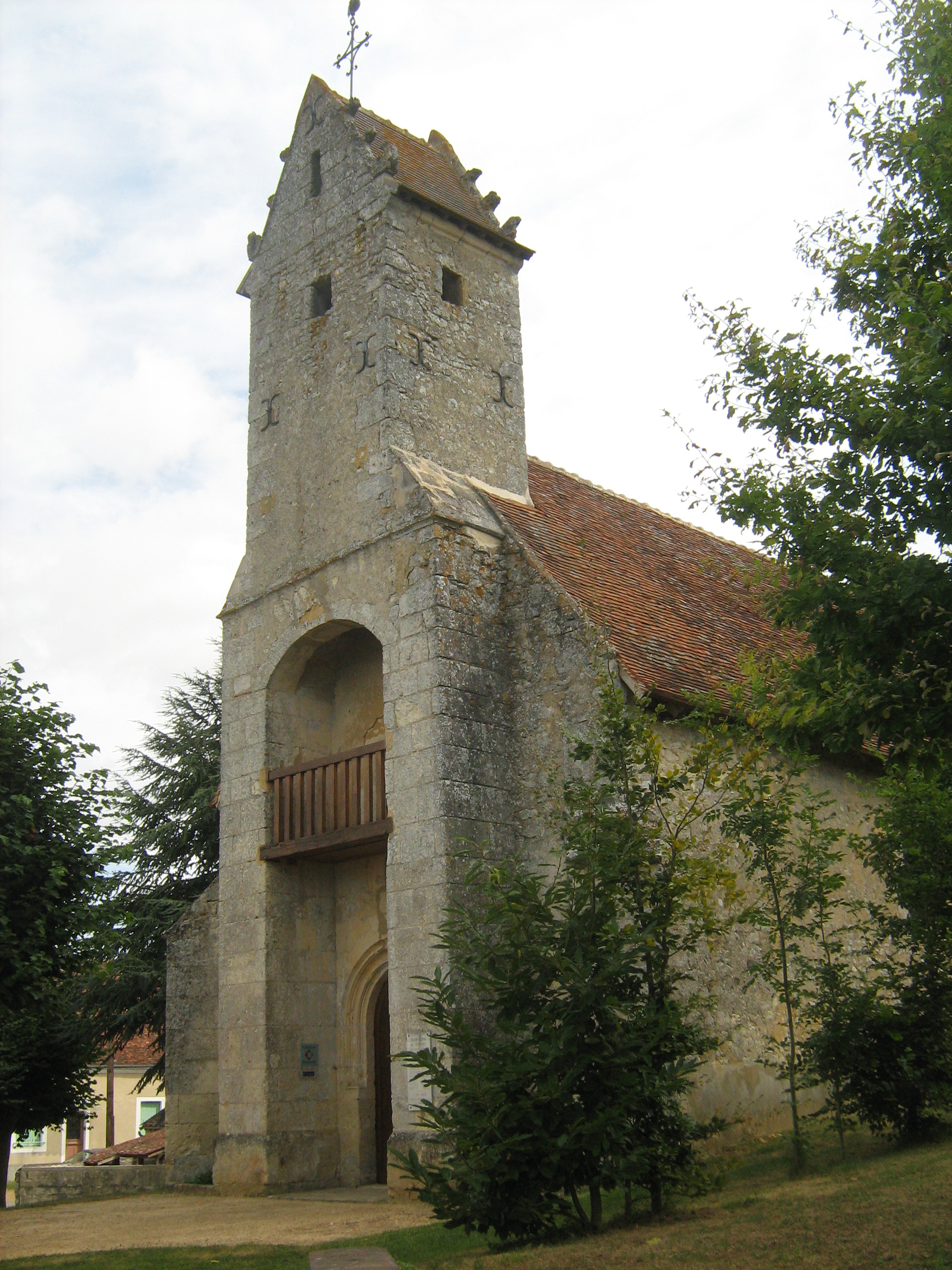
Gémages – Église Saint-Martin

## Geschichte
Ort und Kirche von Gémages existierten bereits im 9. Jahrhundert. Möglicherweise wurde die Kirche während des Hundertjährigen Krieges beschädigt.
Mit Wirkung vom 1. Januar 2016 wurden die bisherigen Gemeinden Gémages, L’Hermitière, Mâle, La Rouge, Saint-Agnan-sur-Erre und Le Theil zu einer Commune nouvelle mit dem Namen Val-au-Perche zusammengeschlossen und verfügen in der neuen Gemeinde über den Status einer Commune déléguée. Der Verwaltungssitz befindet sich im Ort Le Theil.

## Sehenswürdigkeiten
- Die romanische Église Saint-Martin wurde im 15. Jahrhundert um ein Joch nach Westen verlängert und erhielt zusätzlich einen Glockenturm mit Pultdach. Das nur ca. 5 m breite Kirchenschiff wird von einer gewölbten Holzdecke mit Zugankern überspannt. Die Wände des eingezogenen Triumphbogens zeigen noch Reste von spätmittelalterlichen Malereien. Die Rückwand des flach schließenden Altarraumes ist mit barocken Malereien geschmückt; der Altar selbst stammt aus dem Jahr 1652. Die Kirche ist seit dem Jahr 2000 als Monument historique anerkannt.[3][4][5]
- Das von kleinen Bächen und Teichen durchsetzte Gebiet der Moulin de Gémages ist für Angler geeignet.